# Leszczawa Górna
Leszczawa Górna – wieś w Polsce położona w województwie podkarpackim, w powiecie przemyskim, w gminie Bircza. Leży na Pogórzu Przemyskim.
W latach 1975–1998 miejscowość administracyjnie należała do województwa przemyskiego.
Przez miejscowość przepływa niewielka rzeka Stupnica, dopływ Sanu.

## Części wsi
| SIMC    | Nazwa    | Rodzaj    |
| ------- | -------- | --------- |
| 0599391 | Kopań    | część wsi |
| 0599400 | Zamłynie | część wsi |

## Historia
Wieś założona w XV wieku na prawie wołoskim. Należała do dóbr Humnickich. W 2 poł. XVIII dziedzicem Leszczawy był Ignacy Adam Lewicki. W połowie XIX wieku właścicielem posiadłości tabularnej w Leszczawie Górnej był Tomasz hr. Humnicki. W 1893 właścicielami posiadłości tabularnej w Leszczawie Górnej byli Tytus i Walenty Bogdanowicz (z domu Römisch) i oraz Julia Römisch.
Koło tej miejscowości UPA stoczyła 28 października 1944 największą na terenie współczesnej Polski bitwę z wojskami sowieckimi.
Pod koniec II wojny światowej oraz tuż po jej zakończeniu wieś była wielokrotnie napadana przez UPA:
- 18 marca 1945 – sotnia UPA spaliła dwa domy polskie, powieszono trzy Polki: Olgę Małecką, Olgę Wasylkiewicz i jedną nieznaną,
- 23 kwietnia 1945 – zamordowani przez banderowców zostali Jan Szwed i Mikołaj Popiel,
- 23 maja 1945 – w nocy Ukraińcy spalili 17 domów polskich i zamordowali 7 Polaków (m.in. Stanisława Skrętkowskiego),
- w nocy z 27/28 października 1945 – banderowcy spalili 73 gospodarstwa, 1 osoba została zabita, 7 osób rannych,
- 8 kwietnia 1946 – banderowcy zabili Polaków: Stanisława i Jana Niebieszczańskiego,
- w nocy z 7/8 maja 1946 – za ucieczkę Władysława Balickiego przed poborem do UPA banderowcy powiesili jego siostry i brata (trzy osoby)[10].

We wsi znajdowała się cerkiew parafialna pw. św. Mikołaja (kaplica filialna w Kuźminie), zbudowana w 1794 – po wojnie nieużywana, zawaliła się w latach 70. XX wieku.

### Leszczawa Górna w 1929
- Lekarz: Lachowiec A.
- Właściciel ziemski: Lachowiec Apol. (180 ha)
- Bednarz: Górski
- Cieśla: Kidar J.
- Kołodziej: Bosiak J.
- Konie-handel: Straus D., Straus S.
- Kowal: Towarnicki A.
- Lasy-eksploatacja: Ringel Z., Roth J., Dziadyk Wł.
- Młyn: Lupschutz Sal.
- Różne towary: Górski J., Kampel L.
- Stolarz: Susiak M.
- Tytoniowe wyroby: Lupschutz Ch., Straus S.

### Demografia
- 1785 – 290 grekokatolików, 89 rzymskich katolików, 10 żydów
- 1840 – 676 grekokatolików
- 1859 – 670 grekokatolików
- 1879 – 739 grekokatolików
- 1899 – 700 grekokatolików
- 1926 – 790 grekokatolików
- 1929 – 1092 mieszkańców
- 1938 – 1064 grekokatolików

## Osoby powiązane z wsią
- Jerzy Matiaszowicz Bal, przypuszczalny właściciel Leszczawy Górnej w XV wieku
- Jan Dulęba (1899–1940), urodzony w Leszczawie Górnej, kapitan piechoty Wojska Polskiego, oficer KOP, ofiara zbrodni katyńskiej
- Stepan Stebelski (1914–1949), nauczyciel, członek Organizacji Ukraińskich Nacjonalistów (OUN) od 1934, major UPA, był nauczycielem w Leszczawie Górnej
- Grzegorz Jankowski (zm. 1947), zginął w okolicach Leszczawy Górnej podczas walk z UPA